# Анатомска терминологија
Анатомска терминологија је облик научне терминологије коју користе анатоми, зоолози и здравствени радници као што су лекари и фармацеути.
Анатомска терминологија користи многе јединствене термине, суфиксе и префиксе који потичу из старогрчког и латинског. Ови термини могу бити збуњујући за оне који са њима нису упознати, али могу бити прецизнији, смањујући двосмисленост и грешке. Такође, пошто се ови анатомски термини не користе у свакодневном разговору, мање је вероватно да ће се њихова значења променити и мање је вероватно да ће бити погрешно протумачена.
Могуће је и примером представити колико свакодневни језик може бити непрецизан; израз „повреда изнад ручног зглоба” може означавати повреду која се налази на подлактици удаљена два или три милиметра од шаке или на самом дну шаке или пак може бити на полеђини руке. Коришћењем прецизне анатомске терминологије таква двосмисленост се искорењава.
Створен је међународни стандард за анатомску терминологију, Terminologia Anatomica.